# Izbica

Izbicas vapen.

Izbica är en ort i Lublins vojvodskap i östra Polen. Izbica, som är beläget 55 kilometer sydost om Lublin, hade 1 933 invånare år 2008.